# Stepan Andreïevski
Stepan Stepanovitch Andreïevski, (en russe : Степан Степанович Андреевский), né le 28 juin 1782 et mort le 19 octobre 1842 fut l'un des commandants en chef de l'Armée impériale de Russie au cours des guerres napoléoniennes.

## Famille
Stepan Stepanovitch Andreïevski épousa Elizaveta Alexeïevna Pachkova.
Quatre enfants naquirent de cette union :
- Mikhaïl Stepanovitch Andreïevski ;
- Sergueï Stepanovitch Andreïevski ;
- Alexeï Stepanovitch Andreïevski ;
- Elizaveta Stepanovna Andreïevskaïa[1].

## Biographie
Noble natif du gouvernement de Tver. Le 30 juin 1799, il commença sa carrière militaire en qualité d'élève-officier au sein du régiment de cavalerie de la Garde. En mars 1801, promu cornette, il prit part à la bataille d'Austerlitz. Le 18 novembre 1809, il fut élevé au grade de colonel. Il s'illustra aux batailles de Borodino, et de Krasnoï. Au cours de la campagne d'Allemagne de 1813, il participa aux batailles de Bautzen, Dresde, et Kulm. Ayant fait preuve d'une grande bravoure pendant ces combats, le 15 septembre 1813 il fut promu major-général. Son courage, son héroïsme au cours des batailles de Leipzig et de la Fère-Champenoise lui valurent l'obtention de plusieurs décorations étrangères. En 1814, après la capture de Paris, il lui fut remis une épée d'or avec cette inscription « Pour acte de bravoure ».
Retraité de l'armée le 31 août 1814, le 27 février 1819, Stepan Stepanovitch Andreïevski reprend du service dans les rangs de l'armée. Il fut affecté aux Lanciers de la Garde, sept mois plus tard, il reçut le commandement de la 2e brigade de la 1re division de Uhlans de Sa Majesté impériale l'impératrice Fiodorovna. Le 18 avril 1821, il fut placé à la tête des Lanciers de la Garde, le 1er janvier 1827, il commanda la 2e brigade de la division de la cavalerie légère de la Garde. Le major-général Andreïevski fut démis de ses fonctions le 5 avril 1828.

## Mort
Stepan Stepanovitch Andreïevski mourut le 19 octobre 1842. Il fut inhumé dans le gouvernement de Simbirsk.

## Distinctions
- Ordre de Sainte-Anne (3e classe, 2e classe, 1re classe avec diamants) ;
- Ordre de Saint-Georges (4e classe) ;
- Ordre de Léopold (2e classe) ;
- Ordre de l'Aigle rouge (2e classe) ;
- Ordre militaire de Maximilien Joseph de Bavière (3e classe) ;
- Ordre de la Croix de fer (Prusse) ;
- Épée d'or avec l'inscription « Pour bravoure » ;
- Médaille d'argent commémorant la Guerre patriotique de 1812 ;
- Médaille de bronze commémorant la Guerre patriotique de 1812.

## Sources
- (ru) Cet article est partiellement ou en totalité issu de l’article de Wikipédia en russe intitulé « Андреевский, Степан Степанович » (voir la liste des auteurs).
- Dictionnaire des généraux russes, les personnalités ayant combattu les armées de Napoléon Bonaparte. (1812-1815).www.museum.ru